# スパルタカス (2004年のテレビドラマ)
『スパルタカス』（原題：Spartacus）は、アメリカ合衆国のテレビドラマ。2004年4月18日から4月19日までの2夜連続で、USAネットワークで放送された。前編・後編の2部構成で放送時間は計174分。
ハワード・ファストの小説をテレビドラマ化した歴史ドラマであり、1960年の映画『スパルタカス』のリメイクである。
日本では、スター・チャンネルで2004年7月25日に夜9時から深夜0時30分まで放送された。

## スタッフ
- 監督：ロバート・ドーンヘルム
- 製作：テッド・カーディラ
- 脚本：ロバート・シェンカン
- 原作：ハワード・ファスト
- 製作総指揮：ロバート・シェンカン、アンジェラ・マンキューソ、アダム・シャピロ
- 撮影：キース・ヴァン・オーストラム
- 音楽：ランディ・ミラー

## キャスト
| 役名                             | 俳優                     | 日本語吹替 |
| -------------------------------- | ------------------------ | ---------- |
| スパルタカス                     | ゴラン・ヴィシュニック   | 小杉十郎太 |
| アントニウス・アグリッパ         | アラン・ベイツ           |            |
| マルクス・リキニウス・クラッスス | アンガス・マクファーデン | 森田順平   |
| ヴァリニア                       | ローナ・ミトラ           | 深見梨加   |
| バタイアタス                     | イアン・マクニース       | 内海賢二   |
| ダヴィデ                         | ジェームズ・フレイン     |            |
| タイタス・グラブラス             | ベン・クロス             |            |
| グナエウス・ポンペイウス         | ジョージ・カリル         |            |
| ジュリアス・シーザー             | リチャード・ディレイン   |            |
| ドラバ                           | ヘンリー・シモンズ       |            |
| クリクサス                       | ポール・キンマン         | 郷里大輔   |
| ガンニカス                       | ポール・テルファー       |            |